# Castejón de Monegros (kommunhuvudort)
Castejón de Monegros är en kommunhuvudort i Spanien.   Den ligger i provinsen Provincia de Huesca och regionen Aragonien, i den nordöstra delen av landet, 300 km öster om huvudstaden Madrid. Castejón de Monegros ligger 477 meter över havet och antalet invånare är 675.
Terrängen runt Castejón de Monegros är kuperad västerut, men österut är den platt. Runt Castejón de Monegros är det mycket glesbefolkat, med 3 invånare per kvadratkilometer. Närmaste större samhälle är Lanaja, 18,5 km norr om Castejón de Monegros. Trakten runt Castejón de Monegros består till största delen av jordbruksmark.